# Jack Beauregard
Jack Beauregard ist ein 2006 gegründetes deutsches Elektropop-Duo aus Berlin. Frontmann, Sänger und Gitarrist ist Daniel Schaub, die Backing Vocals und Keyboards kommen von Pär Lammers. 2011 schloss sich der Schlagzeuger Luca Marini dem Duo bei Live-Auftritten an. Der Bandname leitet sich von einem alternden Revolverhelden namens Jack Beauregard in dem Film Mein Name ist Nobody ab.

## Geschichte

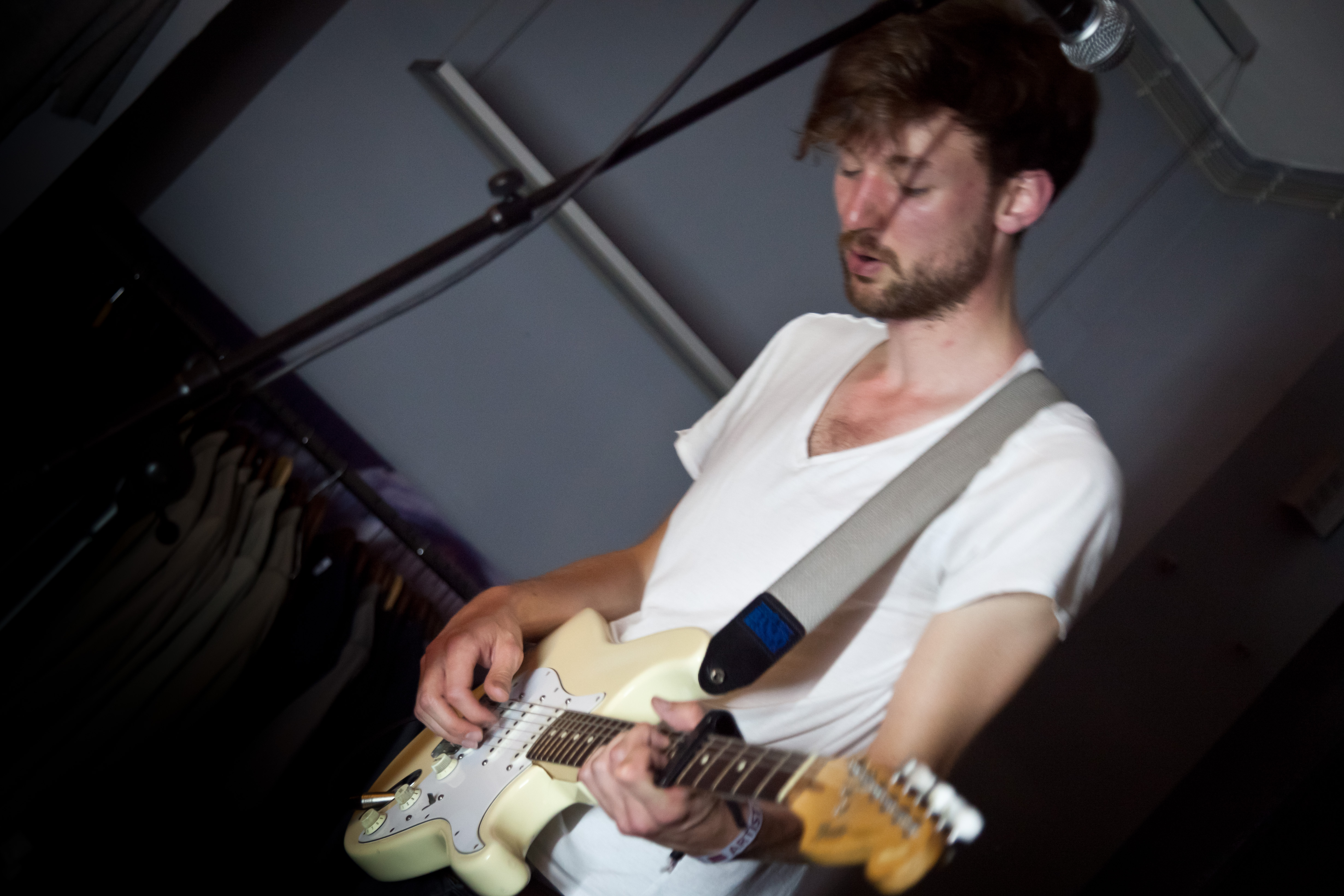
Daniel Schaub (2011)

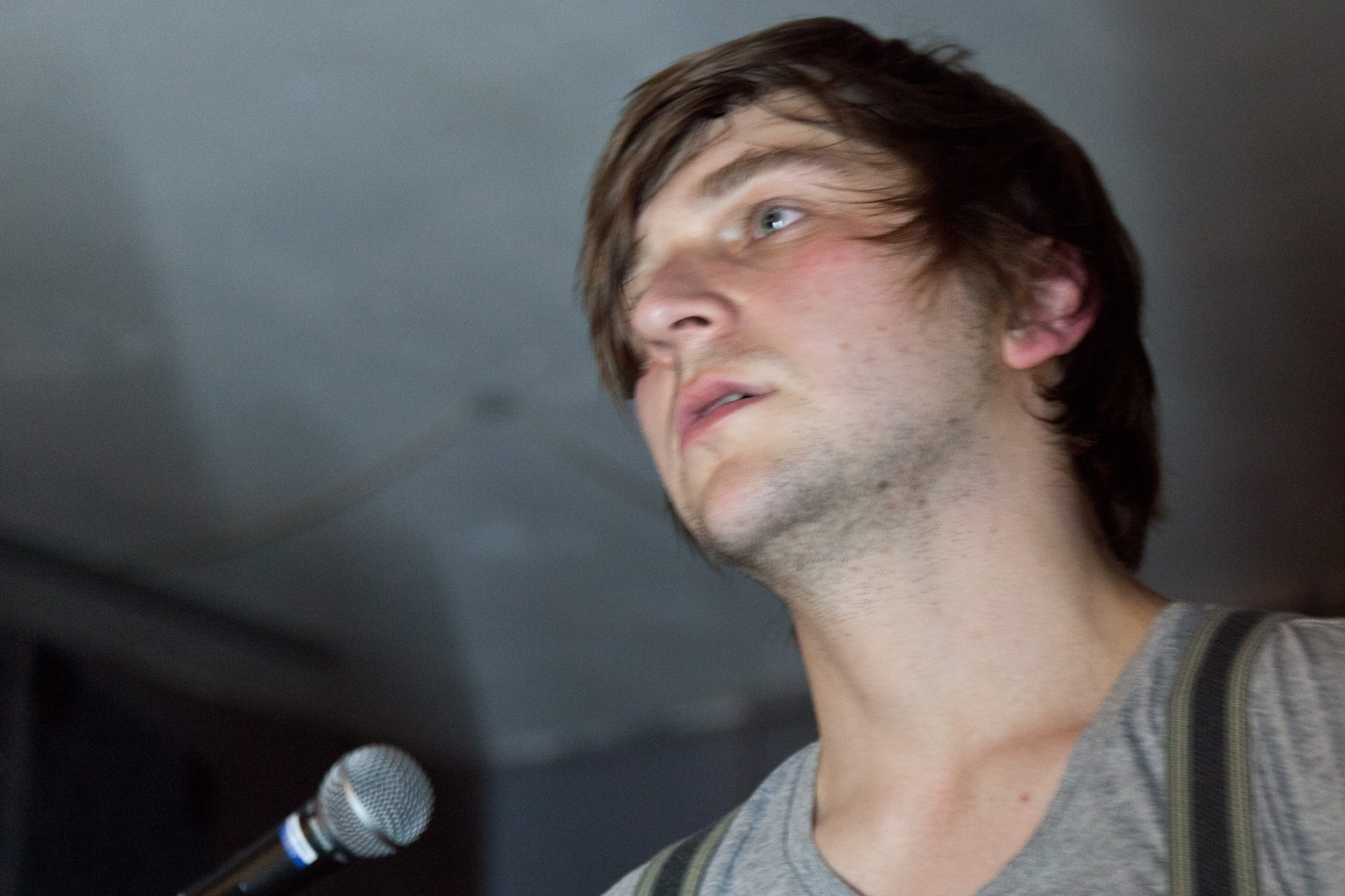
Pär Lammers (2011)

Lammers und Schaub lernten sich 2003 an der Musikhochschule von Amsterdam, dem Conservatorium van Amsterdam kennen. Lammers spielt seit dem vierten Lebensjahr Klavier, lernte später Schlagzeug. Schaub stammt aus einer Musikerfamilie. 2009 erschien das erste Album Everyone Is Having Fun (Tapete Records). 2010 schrieb das Duo zwei Titel für das Debütalbum My Cassette Player der Eurovisions-Songtest-Gewinnerin von 2011, Lena Meyer-Landrut: I Just Want Your Kiss und We Can't Go On. Ein Jahr später folgten die Titel Maybe und Push Forward auf Lenas zweitem Album Good News. Im April 2011 erschien das zweite Album von Jack Beauregard mit dem Titel The Magazines You Read, am 29. Juli 2011 ein Remix des Casper-Songs So perfekt.
2010 absolvierte die Band Tourneen in England und Schweden. Sie trat im gleichen Jahr im Vorprogramm von Mika auf.
2011 spielten sie als Vorgruppe für Hurts und Gotye.

## Diskografie

### Alben
- Everyone Is Having Fun (2009)
- The Magazines You Read (2011)
- Irrational  (2013)

### Remixes
- So perfekt (Casper, 2011)

## Stil
Der Stil der Band wird von vielen Kritikern als leicht, verträumt oder gar mystisch beschrieben, die Betreiber der Webseite des Reeperbahn Festivals vergleichen die Band mit Bodi Bill oder den Hundreds.